# Blyth, Australien
Blyth är en ort i Australien. Den ligger i kommunen Wakefield och delstaten South Australia, omkring 120 kilometer norr om delstatshuvudstaden Adelaide. Antalet invånare är 307.
Runt Blyth är det mycket glesbefolkat, med 6 invånare per kvadratkilometer.. Närmaste större samhälle är Clare, omkring 11 kilometer öster om Blyth.
Trakten runt Blyth består till största delen av jordbruksmark. Genomsnittlig årsnederbörd är 513 millimeter. Den regnigaste månaden är maj, med i genomsnitt 78 mm nederbörd, och den torraste är december, med 12 mm nederbörd.